# Брунцева, Мария Вячеславовна
Мари́я Вячесла́вовна Бру́нцева (до 2003 — Маслако́ва; род. 12 июня 1980, Иркутск) — российская волейболистка. Чемпионка мира 2006. Центральная блокирующая. Заслуженный мастер спорта России.

## Биография
Начала заниматься волейболом в Иркутске в 1986 году. Выступала за команды:
- 1996—2006 и 2008—2010 — «Магия»/«Стинол»/«Индезит» (Липецк)
- 2010—2011 и в 2014 — «Протон» (Саратовская область)
- 2011—2014 — «Тюмень»-ТюмГУ
- 2014 — «Протон» (Саратовская область)
- 2015 — «Воронеж»

В 2000 и 2010 годах липецкими журналистами признавалась лучшей волейболисткой сезона в составе «Магии»/«Индезита».
В сезоне 2006 года Мария Брунцева выступала за сборную России по волейболу. В её составе она стала чемпионкой мира, серебряным призёром Гран-При и Кубка первого президента России Б. Ельцина, а также приняла участие в ряде международных турниров («Volley Masters» в Монтрё (Швейцария) и два турнира в Китае). В конце 2006 года Марии Брунцевой было присвоено звание заслуженный мастер спорта России.
В 2020 году окончила Институт физической культуры Тюменского государственного университета.

## Медали

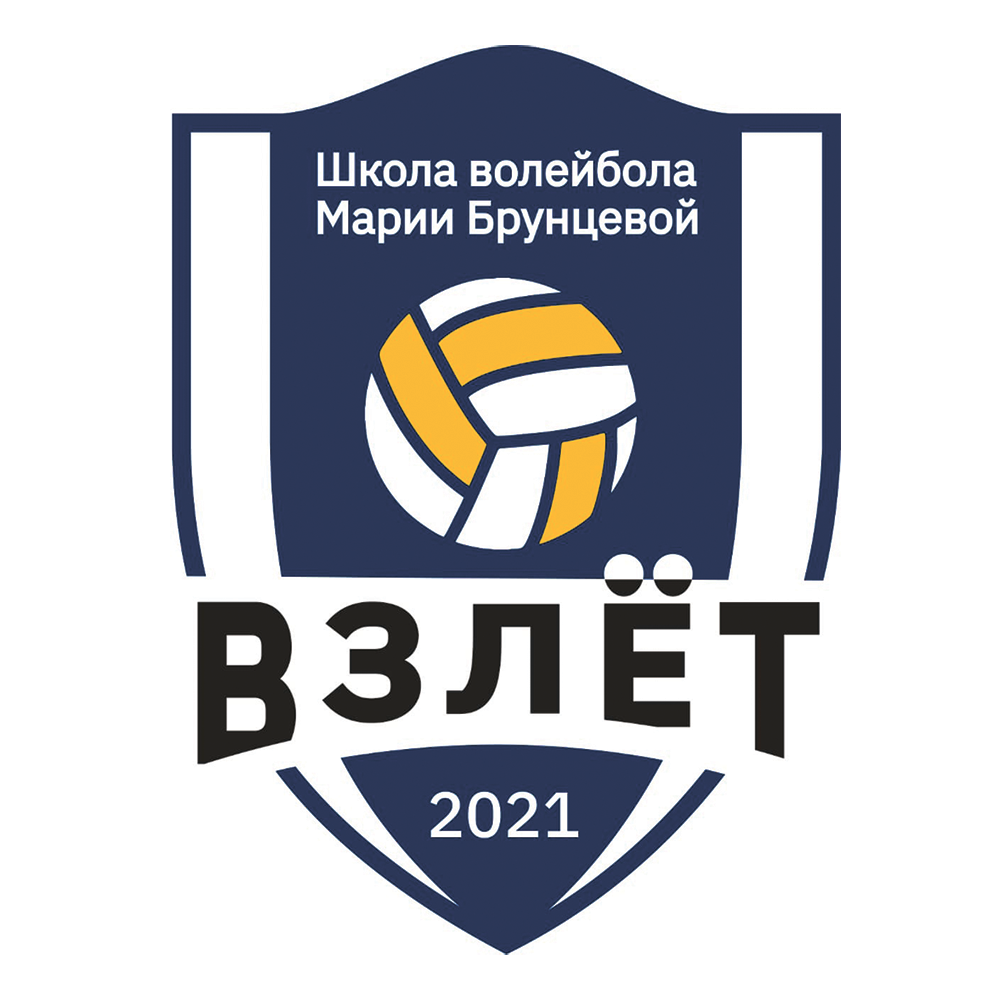

- 1998 Кубок России — бронза
- 2001 Кубок России — серебро
- 2006 Чемпионат мира — золото
- 2006 Гран-при — серебро

## Школа волейбола
В сентябре 2021 года Мария Брунцева основала школу волейбола «Взлёт», действующую на базах школ № 27 и № 15 Липецка.

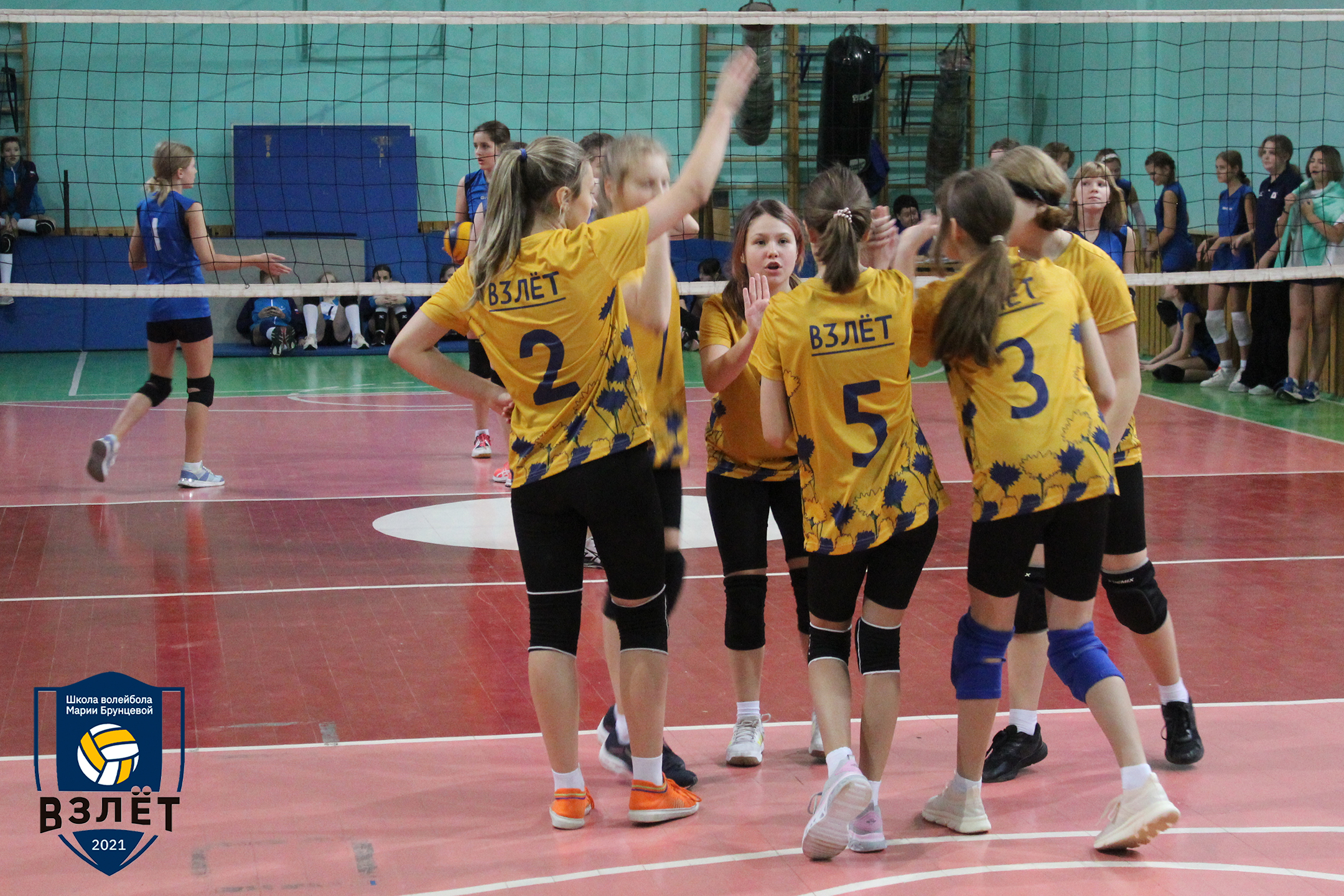
Школа Волейбола "Взлёт"